# Bernard Leroy
Pour les articles homonymes, voir Leroy (patronyme).
 (juillet 2025).
Bernard Leroy, né le 24 février 1951 à Caudebec-lès-Elbeuf (Seine-Maritime), est un chef d’entreprise et homme politique français.
Ancien député, il est maire du Vaudreuil (Eure) depuis 1997 et président de la communauté d'agglomération Seine-Eure depuis 2014.

## Biographie
Il passe un baccalauréat D et entame des études scientifiques à l’université de Rouen . Après une licence en sciences obtenue en 1971, il rejoint l’université de Paris VI Pierre-et-Marie-Curie spécialisée en science et en médecine où il obtient en 1973 une maîtrise de biochimie.

## Carrière professionnelle

### Chef d'entreprise
En 1978, il crée sa propre société, Sigma Contrôle, spécialisée dans le contrôle des salles blanches, des blocs stériles et des zones d’atmosphère contrôlée.
En 1992, Bernard Leroy rejoint un réseau international de laboratoires de contrôle Intertek Labtest. Au sein de son comité exécutif, Bernard Leroy développe les filiales en Afrique, en Europe et au Moyen-Orient.

### Parcours politique
En 1977, alors âgé de 26 ans, Bernard Leroy est élu premier adjoint au maire d’Édouard Labelle. En 1997, à la démission de ce dernier, il devient maire du Vaudreuil,,. En avril 2014, il devient président de la communauté d’agglomération Seine-Eure. En 2020, il est réélu à la tête de l’Agglomération,. 
En 1993, il est élu député dans la quatrième circonscription de l'Eure. D’octobre 1995 à avril 1996, il est chargé de mission par le Premier ministre, Alain Juppé, pour les PME/PMI de technologie de défense.